# Augustien Pluys
Augustien Pluys est un gymnaste belge né le 5 mai 1890.

## Biographie
Augustien Pluys fait partie de l'équipe de Belgique qui remporte la médaille de bronze en système suédois par équipes aux Jeux olympiques d'été de 1920 se tenant à Anvers.